# Lực đấm

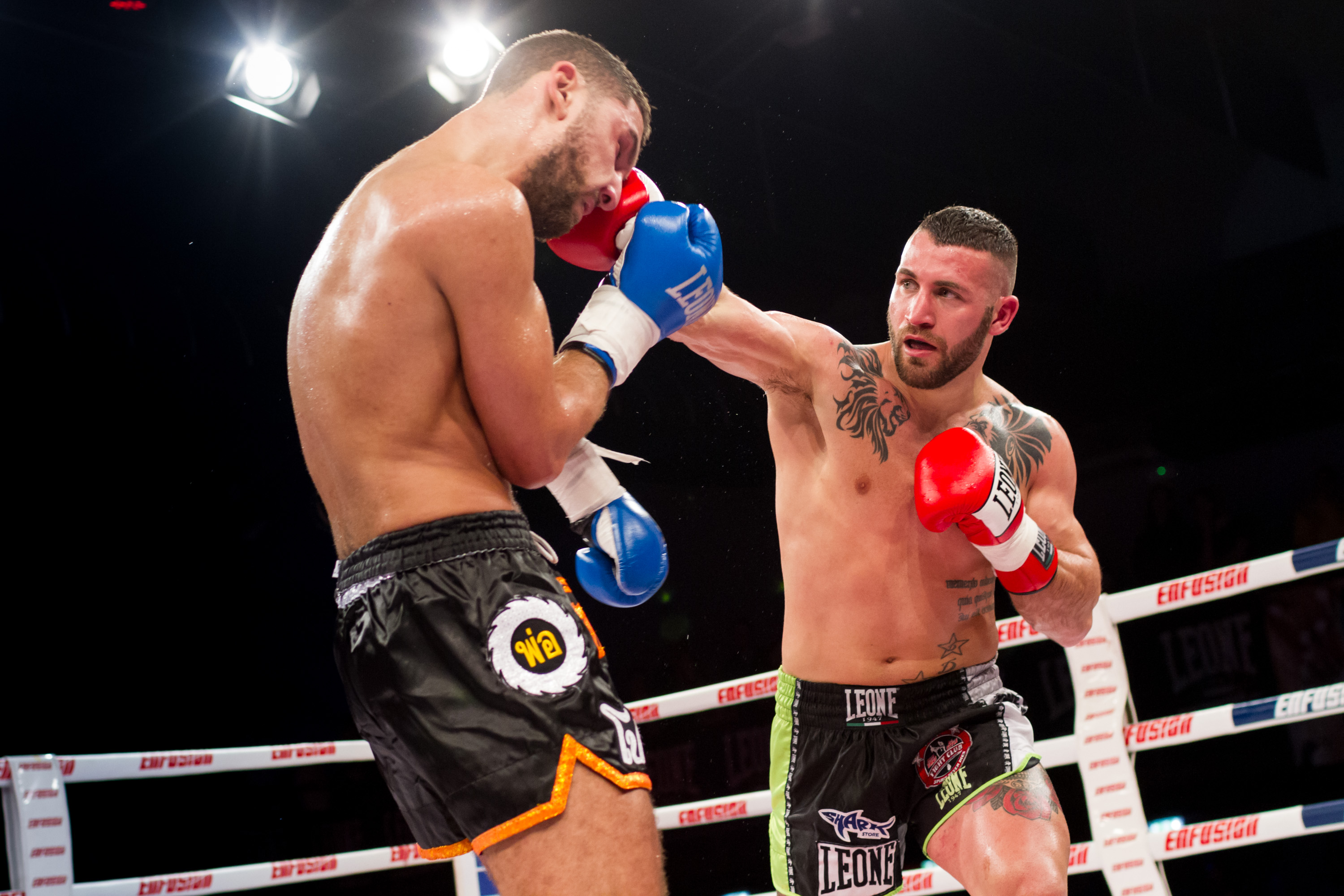
Một cú đấm thẳng uy lực trong một trận đấu quyền Anh

Lực đấm (Punching power) là lượng động năng trong mỗi một cú đấm của một người. Đấm mạnh và nhanh là kỹ năng quan trọng trong nhiều môn võ thuật và thể thao chiến đấu, đối kháng. Một cú ra đòn hạ gục (Knockout power) hay cú đấm trời giáng hay cú đấm búa tạ hay cú đấm thép là một khái niệm tương tự với sức mạnh cú đấm, có liên quan đến khả năng bất kỳ cú đòn đánh nào vào phần đầu của đối phương gây ra bất tỉnh nhân sự hoặc một cú đánh mạnh vào cơ thể khiến đối thủ bị đánh quỵ và không thể tiếp tục chiến đấu. Cú đấm uy lực dứt điểm hạ gục đối thủ liên quan đến lực đấm phát ra, thời điểm tung ra cú đấm, kỹ thuật đấm, độ chính xác của cú đánh, điểm tiếp xúc (điểm chạm), cùng nhiều các yếu tố khác, các động tác làm tăng sức mạnh cú đấm chắc đòn là xoay người, vặn sườn, đẩy mông, rướn vai, khụy gối, xoay chân, co giãn cánh tay, siết cổ tay, nắm đấm chúc xuống.

## Cơ chế

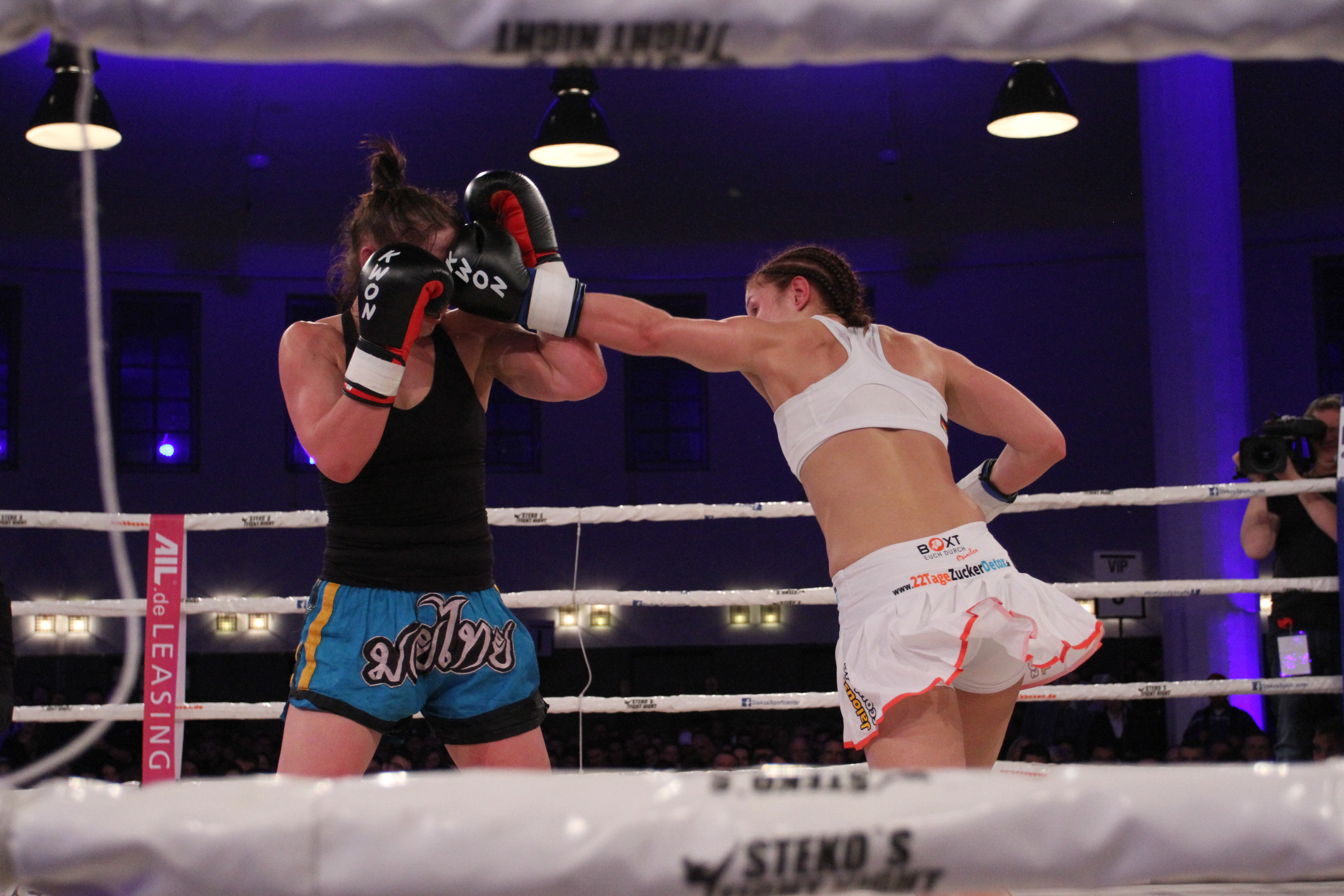
Một cú đấm thẳng

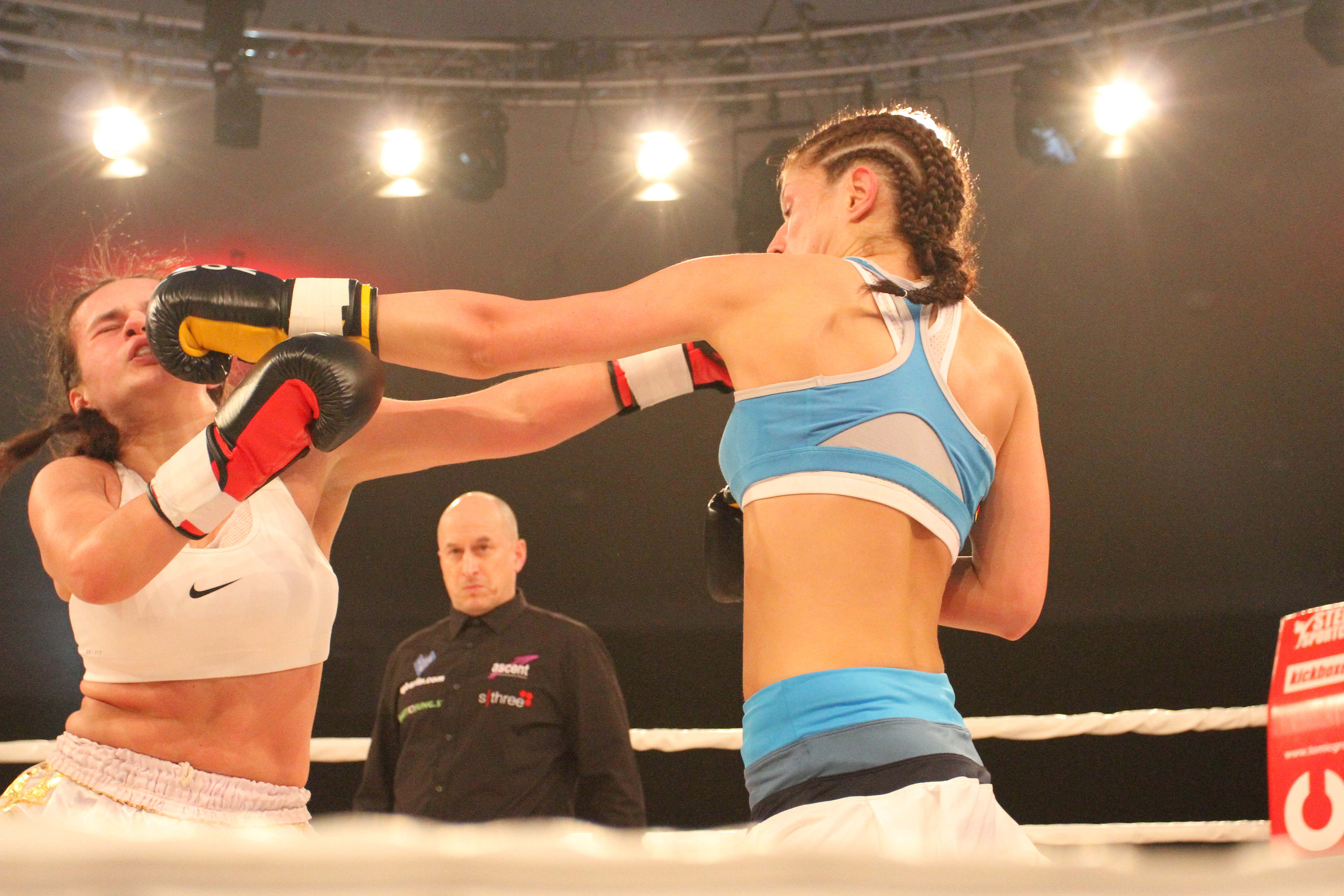
Một cú đấm mạnh

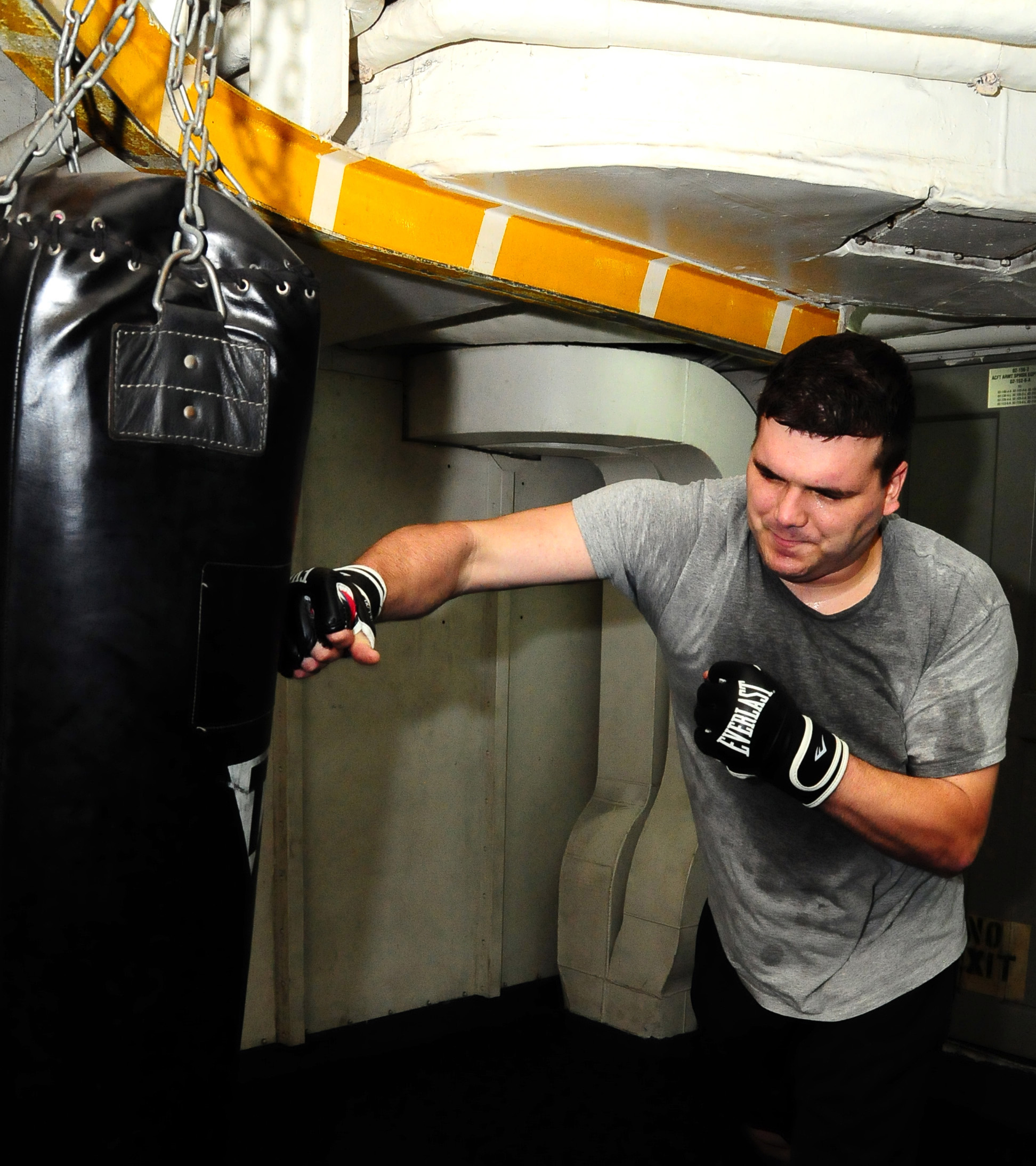
Một cú đấm vào bao cát

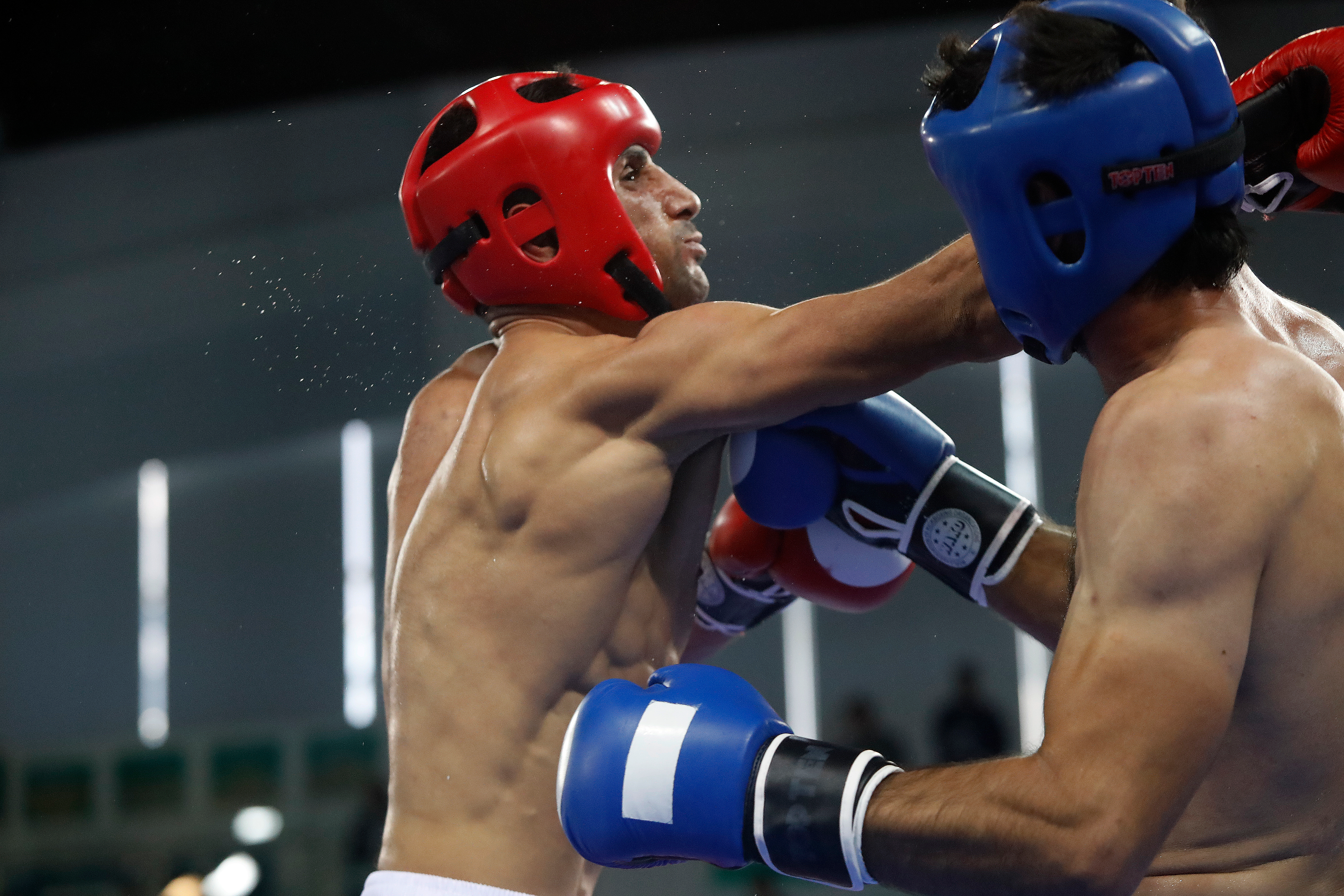
Một cú đấm mạnh khi võ sĩ kết hợp phát lực từ nhiều vị trí cơ thể như bả vai, eo, hông, chân

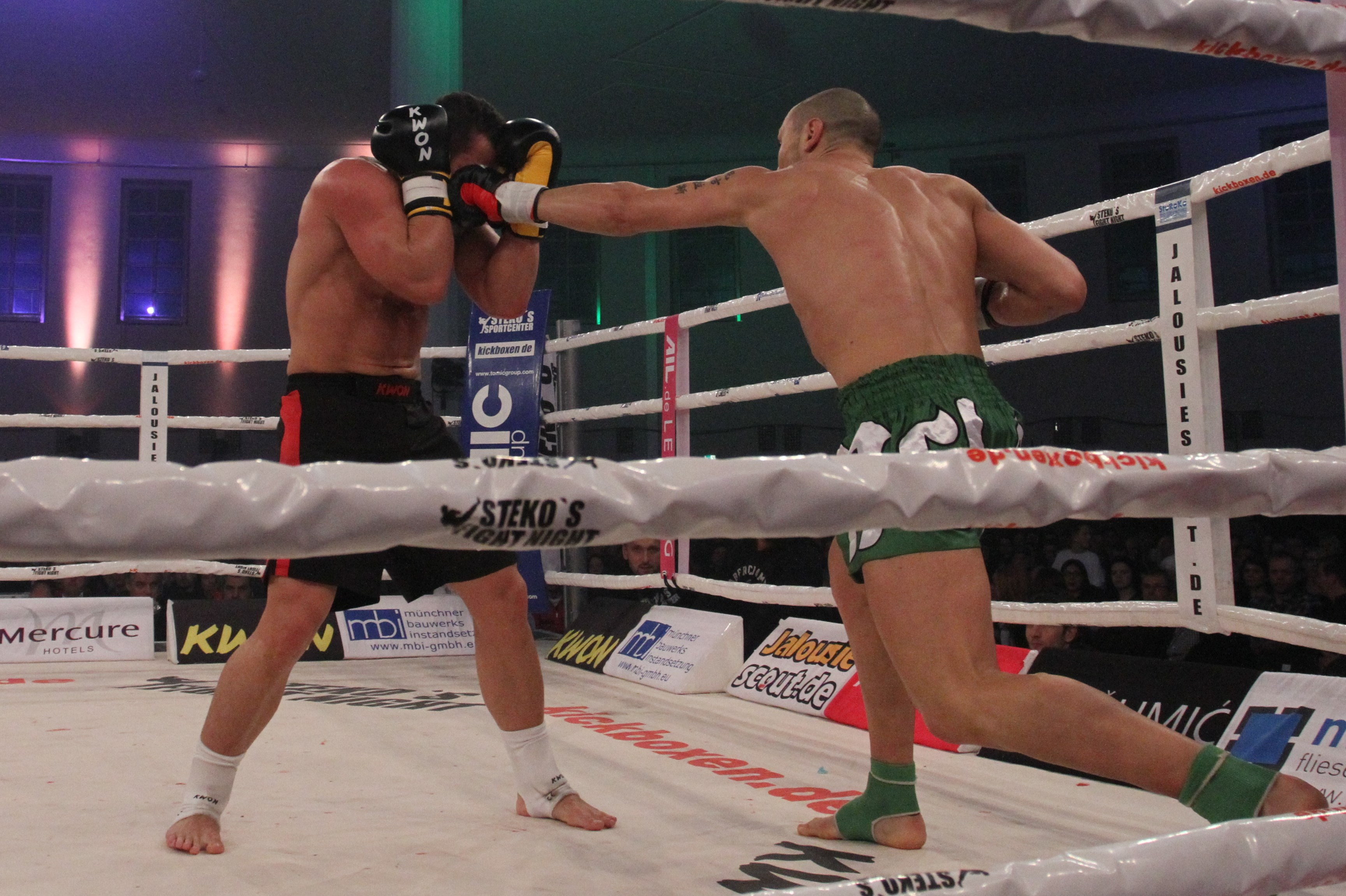
Một cú đấm thẳng

Để tăng khối lượng và sức mạnh sau mỗi một cú đấm, điều cần thiết là phải di chuyển cơ thể như một khối trong suốt quá trình thi triển ra cú đấm để tạo ra phối lực bổ trợ cho sức mạnh của cú đấm phát ra. Sức mạnh từ cú đấm được tạo ra truyền từ dưới lên, sao cho lực từ mắt cá chân truyền đến đầu gối, lực từ đầu gối truyền đến đùi, lực từ đùi truyền đến lõi; từ lõi đến ngực; từ ngực đến vai; từ vai đến cẳng tay và cuối cùng là lực tổng hợp truyền qua nắm đấm vào đối thủ. Việc kết hợp chuyển động của chân và xoay hông là rất quan trọng khi thực hiện các cú đấm. Những tay đấm mạnh nhất có khả năng kết nối toàn bộ cơ thể của họ và truyền lực từ mỗi bộ phận của cơ thể vào một cú đấm. Nhìn chung, có năm thành phần tạo nên sức mạnh của cú đấm mà một người đấm phải có để được coi là thực sự mạnh mẽ gồm không chỉ đấm bằng tay, mà yếu quyết là biết dịch chuyển trọng lượng, trọng tâm cơ thể đúng cách, bước trong khi đấm, xoay người khi đấm và sử dụng bước chân đúng cách, tương tự như bí quyết của cú đá vòng cầu là phải xoay người hết cở để tạo lực đà mạnh.
Khi đấm ra thì cánh tay là bộ phận có nhiệm vụ chính là truyền lực, chuyển lực đấm sang đối thủ chứ cánh tay và nắm tay đơn thuần không sản sinh ra toàn bộ sức mạnh của một cú đấm, mà chính là phần chân sẽ đảm nhiệm việc sinh ra lực, nhiệm vụ chính của cánh tay là vươn ra và chạm tới đối phương do vậy những tay đấm chuyên nghiệp luôn cần một cánh tay nhanh và thuôn dài chứ không phải một cánh tay mạnh, vạm vỡ, cơ bắp cuồn cuộn như các vận động viên thể hình. Việc hiệp đồng các phần cơ thể này khi động thủ đòi hỏi sự phát triển của một phần cơ lõi mạnh mẽ. Cơ lõi hay cơ cốt lõi là nhóm cơ bao gồm cơ bụng, cơ ổn định dọc cột sống, xương chậu phía sau và các nhóm cơ xiên dọc bụng phía trước và thuộc vào nhóm cơ chủ vận. Cơ lõi có lẽ là yếu tố quan trọng nhất cho một cú đấm mạnh mẽ và uy lực, vì nó kết nối sức mạnh đến từ đôi chân với hệ thống phân phối lực của cánh tay. Mặc dù cơ lõi có thể quan trọng, nhưng các võ sĩ quyền Anh có kinh nghiệm có nhiều thì khi ra đòn đấm cho thấy họ sẽ chú trọng lực dồn bổ trợ lên từ chân hơn là so với các võ sĩ ít kinh nghiệm hơn, nghĩa là đôi chân mạnh mẽ là nền tảng cho sức mạnh của cú đấm.
Khi tung ra một cú đấm mạnh, người ta phải bước một bước về phía trước để cho phép đà của cơ thể tiến về phía trước với cánh tay dẫn hướng (tay lái) được cố định để truyền đà này đến mục tiêu ngay trong thời khắc tung ra cú đấm. Với lực đánh khởi phát từ mặt đất nên để có một cú đấm uy lực thì phải có được một tư thế đứng tấn thật vững chãi và quân bình nhằm truyền tải toàn bộ lực từ dưới mặt đất qua cơ thế và dồn hết uy lực vào đòn đấm. Đôi chân và phần eo, hông chính là hai nhóm cơ cho thân dưới quan trọng nhất khi tập đấm bốc. Các võ sĩ chuyên nghiệp thường có phần cơ chân to khỏe và cơ hông vững chãi. Để đôi tay khỏe thì cơ vai cũng cần thật dẻo dai. Trụ vững cũng là yếu tố quan trọng khi tung ra cú đấm, khi ra đòn đấm thì không phải có cánh tay khỏe, vạm vỡ như thế nào mà điều quan trọng là một hệ thống cơ khỏe bao gồm cơ mông, cơ đùi sau và cơ đùi trước, đồng thời cần biết phối lực để có đòn tấn công hiệu quả trúng mục tiêu. Xoay người (vặn người) khi ra đòn có thể tạo ra vận tốc bằng cách xoay vai và vặn thân mình, từ đó sẽ tăng sức mạnh của nắm đấm, do đó các tay đấm sẽ tập trung vào các bài tập luân chuyển trên cơ thể.